# Тиротекс
«Тиротекс» — хлопчато-бумажный комбинат в Тирасполе (Приднестровье), одно из крупнейших предприятий текстильной промышленности на юго-западе СНГ. Входит в состав приднестровского холдинга «Шериф» (предприятие принадлежит ЗАО «Агропромбанк», контрольным пакетом акций которого владеет ООО «Шериф»).

## Экономические показатели предприятия
ТИРОТЕКС — одно из самых крупных текстильных предприятий в Европе и СНГ. Основано в 1973 году. Производственная мощность предприятия составляет более 206 млн.кв.м. готовых тканей в год. Объём продаж за период 2007—2008 годов составил 112 млн дол., из них экспорт в страны СНГ и дальнего зарубежья — 58 %, на внутреннем рынке — 42 %. На предприятии работает 3 577 человек. Продукция предприятия поставляется на рынки Германии, Италии, США, Швеции, Франции, Дании, Норвегии, Бельгии, Финляндии, Испании, Польши, Словении, Хорватии, Венгрии, Литвы, России, Украины, Румынии, Молдовы. Реализуется по каталогам QUELLE , ALDI, Jotex, Hemtex. Система качества предприятия сертифицирована по международному стандарту ISO 9001 — 2000, выдано международное подтверждение на соответствие требованиям стандарта «Oeko-Tex Standard 100»

## История
Построено в 1973 году, первоначально называлось ТПХБО (Тираспольское производственное хлопчатобумажное объединение), неформально — ХБК (хлопчатобумажный комбинат). В советское время на предприятии работало более 15 тысяч сотрудников, в 2000-е — 2010-е годы — более 3,5 тысяч,.
В 1996 году председателем правления стал Вилор Николаевич Ордин, а в 2005 году его назначили генеральным директором предприятия. В 2010 году предприятие запустило в работу собственную когенерационную станцию «Тиротекс-Энерго», которая способна ежегодно вырабатывать свыше 250 млн кВт⋅ч электроэнергии, а также тепловую энергию на нужды производства. В 2013 году новым генеральным директором предприятия стал Андрей Викторович Межинский.
Предприятие выпускает хлопковые ткани, а также смесовые ткани из хлопка и полиэфира, ткани из пневматической, гребенной пряжи, в ассортименте предприятия есть бязь, ренфорсе (поплин), гладкий и полосатый сатин, перкаль, креп, фланель, жаккард.

## Финансово-экономическая сфера ЗАО «Тиротекс»

### ООО «Тиротекс-Энерго»
В 2010 году в Тирасполе были запущены новые когенерационные электростанции (газопоршневые мини-ТЭЦ); (одна — находящиеся возле хлопчато-бумажного комбината Тиротекс в бывшей котельной комбината, и две — на самом комбинате; все являются собственностью Тиротекса — одной из составляющих холдинга «Шериф»). Все три когенерационные электростанции зарегистрированы как единое юридическое лицо «Тиротекс-Энерго», учредителем которого является хлопчато-бумажный комбинат Тиротекс.

### ЗАО «Тиротекс-банк»
У Тиротекса до реорганизации 2014—2015 годов существовал свой банк — ЗАО «Тиротекс-банк», который был создан в 1993 году. 26 июня 2014 года ЗАО «Тиротекс-банк» вошёл в состав ЗАО «Агропромбанк» (собственника ЗАО «Тиротекс»),

## Интересные факты
- На территории объединения «Тиротекс» в 1986 году велись съёмки кинофильма «Одинокий автобус под дождём»[12].
- В октябре 2013 года ПРБ ПМР ввел в обращение памятную серебряную монету — «40 лет ЗАО „Тиротекс“»[13]
- ЗАО «Тиротекс» являлся до 2015 года титульным спонсором футбольного клуба «Тирасполь»[14]

## Награды
- Орден Трудового Красного Знамени (1986)
- Орден Республики (1998)
- Орден Почета (2003)